# Bloedafname
Een bloedafname is het afnemen van een hoeveelheid bloed van een mens of dier. In de meeste gevallen wordt er bloed afgenomen ter medisch onderzoek van de patiënt. Een bloedafname wordt uitgevoerd op aanvraag van een arts. In Nederland is afname van bloed een zogeheten voorbehouden handeling en mag alleen uitgevoerd worden door mensen die daarvoor zijn opgeleid (arts, verpleegkundige of doktersassistent).

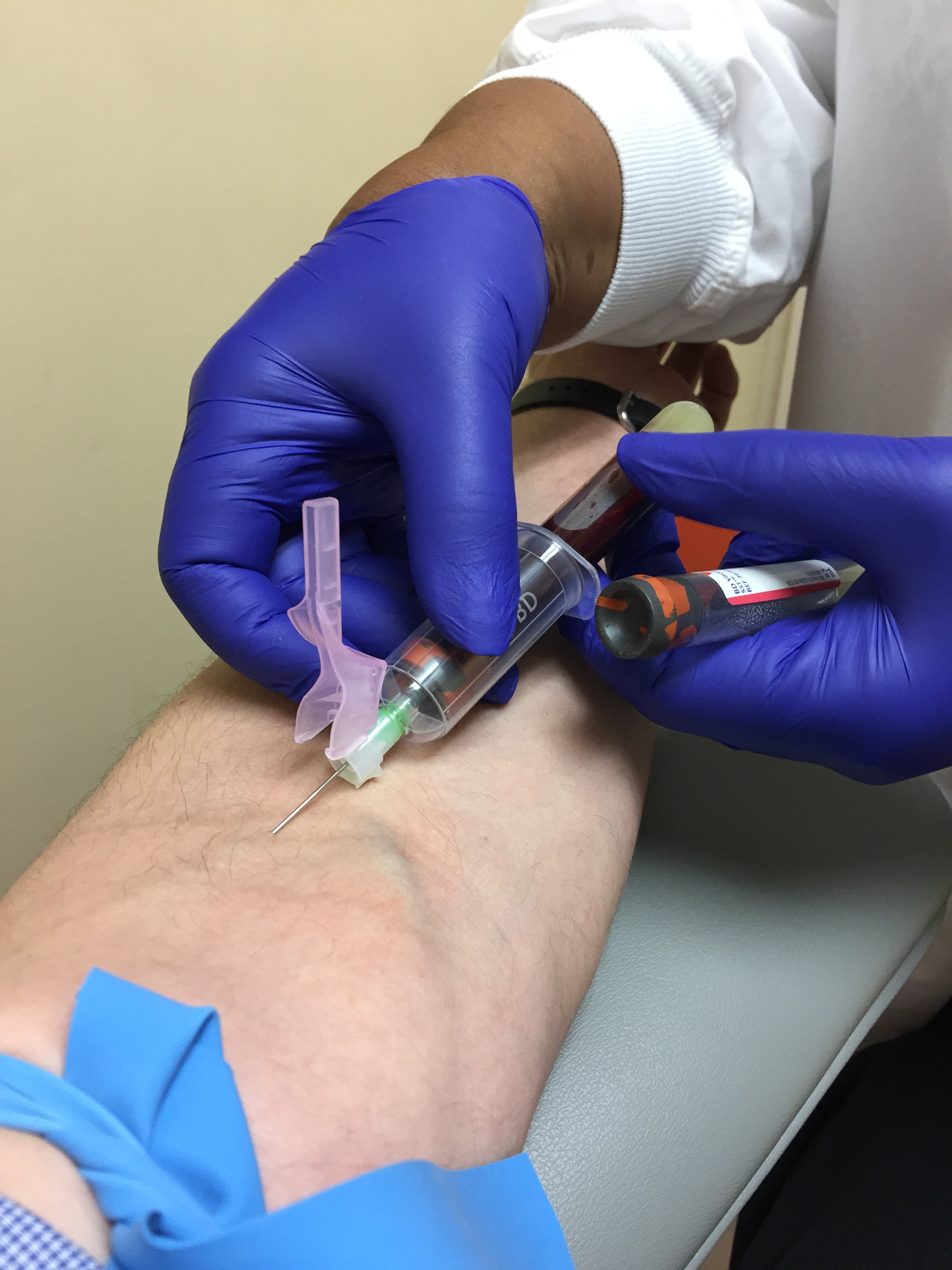
Venapunctie, bloedafname uit een ader.

Een bloedafname kan op verschillende manieren plaatsvinden:
- Bij een venapunctie wordt er bloed afgenomen uit de ader, dit gebeurt meestal in de elleboogplooi en met behulp van een stuwband.[1] De meeste bloedafnames vinden plaats door middel van een venapunctie. Het bloed wordt opgevangen in een bloedafname buis.
- Bij een arteriële punctie wordt er bloed afgenomen uit de slagader, dit gebeurt meestal in de pols. De arts voert een arteriële punctie uit wanneer er informatie nodig is over de pH van het bloed en de hoeveelheid gassen, met name zuurstof, in het bloed. Dit bloed wordt meestal in het laboratorium geanalyseerd.
- Bij een vingerprik wordt er een kleine hoeveelheid capillair bloed afgenomen uit de vinger. Deze bloedafname vindt meestal plaats bij kinderen of bij mensen met diabetes. Deze kleine hoeveelheid bloed (een druppel is normaliter genoeg) wordt meestal via een strip direct in het meetapparaat ingebracht.
- Bij een prik in de oorlel wordt er een kleine hoeveelheid capillair bloed afgenomen om de hoeveelheid gassen, met name zuurstof, te bepalen. Dit is minder invasief maar ook minder nauwkeurig dan een arteriële punctie. Deze kleine hoeveelheid bloed (een druppel is normaliter genoeg) wordt meestal via een strip direct in het meetapparaat ingebracht.

De bloedafname vindt meestal plaats wanneer de patiënt rechtop zit. Er mag nooit bloed afgenomen worden uit dezelfde arm waarop een infuus aangesloten is.
Een arts wil de uitslagen vergelijken met voorgaande uitslagen en met de referentiewaarden van de gezonde bevolking, waardoor het wenselijk is de bloedafname zo gestandaardiseerd mogelijk plaats te laten vinden.
Er zijn veel factoren die de uitslagen kunnen beïnvloeden, enkele voorbeelden zijn:
- bloedafname nuchter of na de maaltijd (o.a. glucose, triglyceriden, ijzer, totaal eiwit)
- aanwezigheid van andere stoffen in het bloed (o.a. alcohol, drugs, zelfmedicatie)
- tijdstip van de dag in verband met dagritme (o.a. glucose)
- tijdsduur die na het afnemen verstrijkt tot analyse (o.a. kalium, bloedplaatjes)
- stuwing (kalium)
- houding; liggend of zittend
- stress (cortisol en andere stress gerelateerde stoffen in het bloed)

Na de bloedafname gaan de buizen met bloed naar het laboratorium, waar de verdere analyse van het bloed plaatsvindt.